# Neubäuer See
Der Neubäuer See, auch Neubäuer Weiher und Großer Neubäuer Weiher, ist ein nährstoffarmer Weiher beim Ortsteil Neubäu am See der Stadt Roding im Landkreis Cham.
Die nördlichen Flachwasserzonen des Sees bilden zusammen mit dem Ostufer und angrenzenden Waldflächen das Naturschutzgebiet Neubäuer Weiher.
1832 wurde erstmals der Neubäuer Weiher auf einer Karte nach Apian erwähnt. Wahrscheinlich wurde er schon früher angelegt. Der Neubäuer Weiher gehörte seitdem der Mühlner-Familie Spiessl. Seit dem 20. Jahrhundert wurde der Neubäuer See zur Hauptattraktion im Dorf. Durch den Bau des Campingplatzes und des Feriendorfes 1972 wurde der See das Naherholungsziel im Landkreis Cham. Der Neubäuer See bietet eine Vielzahl von Freizeitmöglichkeiten wie Schwimmen, Angeln, Bootfahren, Wandern oder Sommerstockschießen. Der dazugehörige Seepark verfügt über eine Skaterbahn, Freiluftschach, Beachvolleyball und einen Spielplatz. Daneben gibt es zahlreiche Wanderwege.
Im Südosten des Sees befindet sich ein Campingplatz, im Südwesten ein Segelclub. Auf dem See finden regelmäßig Segel-Regatten statt.
Der Neubäuer See umfasst 56 Hektar, ist künstlich aufgestaut und wird jeweils im Herbst abgelassen und im Frühjahr neu aufgestaut.
Er wird vom Hauser Bach durchflossen, der in den direkt unterhalb liegenden Mühlweiher und weiter in den Regen entwässert.
Im limnologischen Sinne ist der Neubäuer See ein Teich, da er keine Tiefenschichtung aufweist, künstlich angelegt ist und einen Abfluss hat. Während er vornehmlich als Neubäuer Weiher benannt wurde, hat sich in jüngerer Zeit aber die Bezeichnung Neubäuer See faktisch etabliert, was sich auch in der Umbenennung der anliegenden Ortschaft Neubäu in Neubäu am See im Jahr 2015 zeigt.